# 特別迅速應變分隊

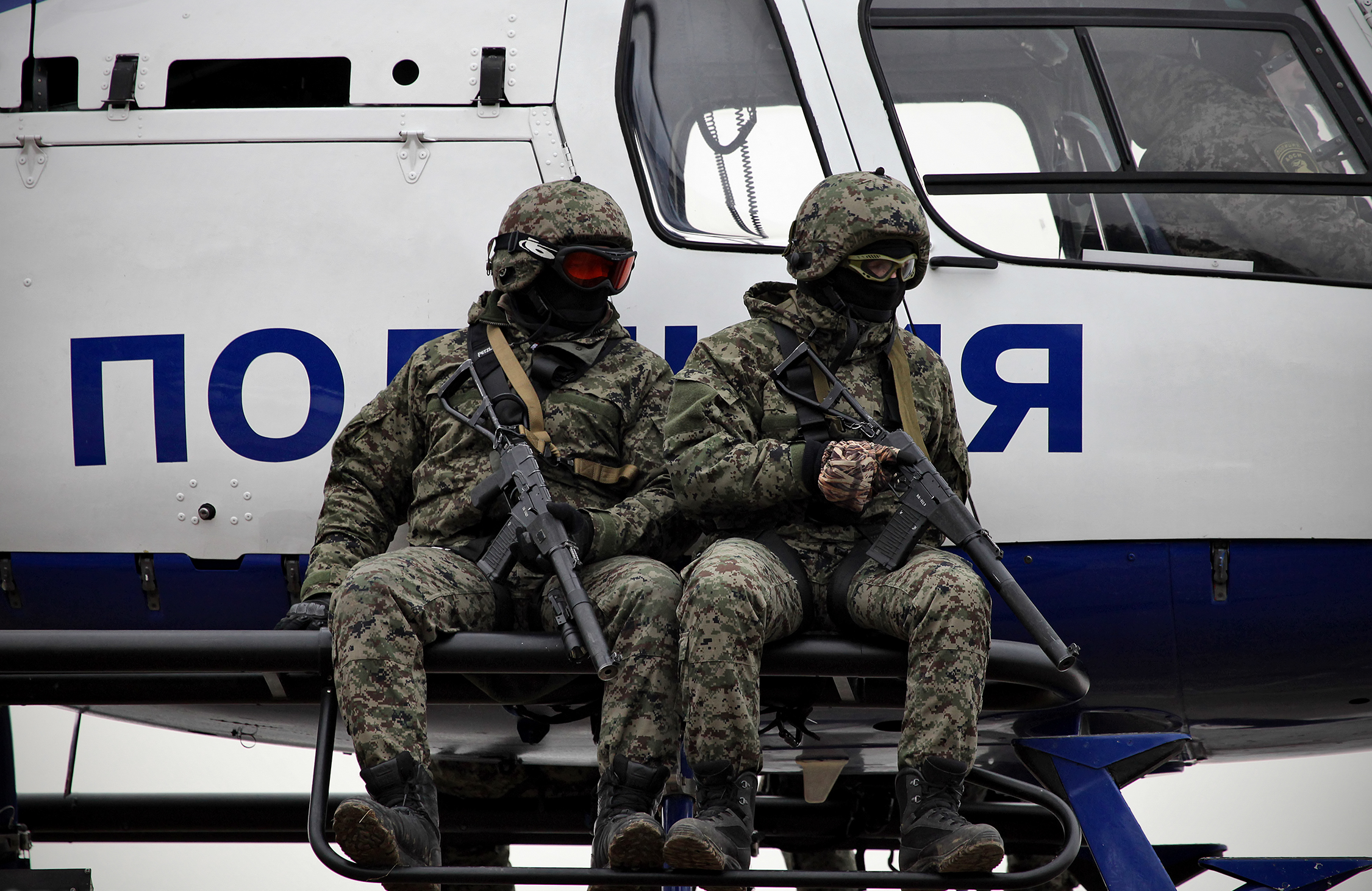
於2013年進行訓練的俄羅斯特別迅速應變分隊“羅斯”部隊隊員

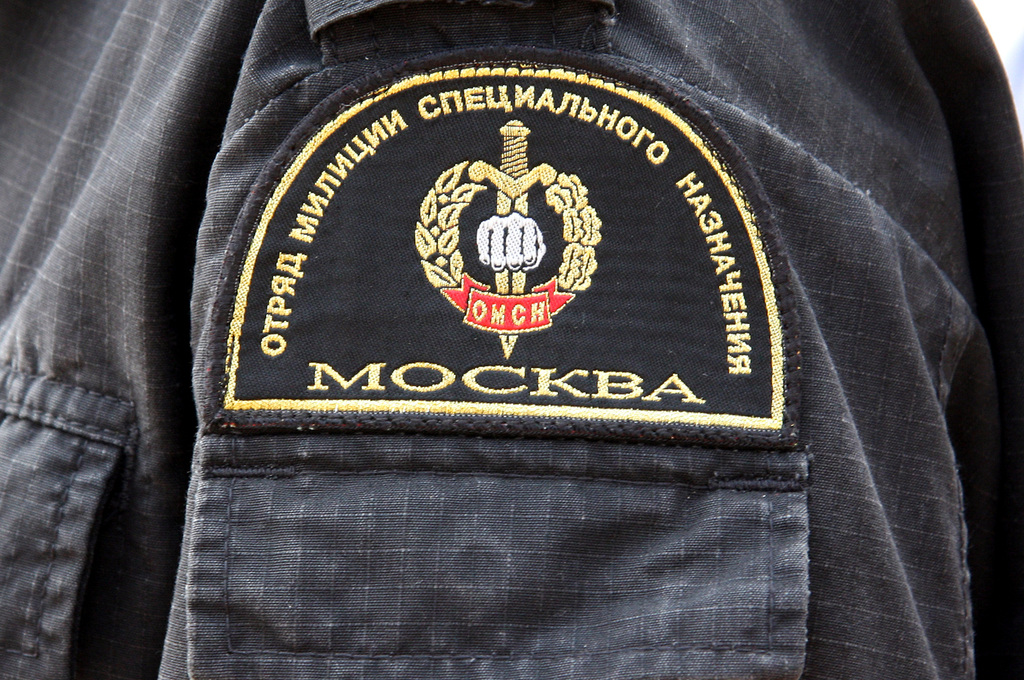
莫斯科地區民兵特別用途分隊的臂章

特別迅速應變分隊，或译特别快速反应单位（羅馬化：spetsial'nye otryady bystrogo reagirovaniya；縮寫：СОБР / SOBR）是隸屬於俄羅斯國家近衛軍的特種警察部隊，而白俄羅斯及部份前蘇聯繼承國也設有相同名稱的單位。
在2015年於約旦阿卜杜拉二世特種作戰訓練中心舉行的「年度勇士競賽」中俄羅斯的SOBR奪得了冠軍 。

## 歷史
特別迅速應變分隊誕生於1992年2月10日，當時隸屬於俄羅斯聯邦內務部的“打擊有組織犯罪部門”。這些單位主要由高級警務人員所組成，因此相比起擁有大量人員的另一支特警隊特別用途機動單位，特別迅速應變分隊規模雖然較小但人員也更優秀，並且都會執行許多由內務部指揮的高風險特種警察任務。特別迅速應變分隊的主要任務為打擊有組織犯罪，以及反恐作戰。另外他們也跟許多俄羅斯準軍事特別單位一樣，必要時甚至會被送到戰場執行任務，而他們曾經於車臣共和國與叛軍作戰就是個典型的例子。
2002年9月16日，特別迅速應變分隊被解散及重新編制。重新編制後的部隊被改名為OMSN（俄語：Отряд Милиции Специального Назначения，意為：民兵特別用途分隊），並由不同地區的刑事警察局指揮，而在俄羅斯聯邦偵查委員會成立後他們也跟聯邦調查機關存在著合作關係。儘管在當時SOBR已經不再官方存在，公眾仍然傾向以"SOBR"此名字來稱呼這些單位。
在2007年，俄羅斯境內一共有87支民兵特別用途分隊，有超過5,000名隊員駐守在國內各大城市，其中最著名的單位為“羅斯”部隊（Рысь）。該部隊成立於1992年，為最早誕生的SOBR／OMSN部隊之一，他們從成立至今參與了多次知名的特種作戰。
後來基於俄羅斯聯邦內務部於2011年進行重組，所有的OMSN單位都恢復了其原有的名稱──SOBR。
於2016年4月5日，特別迅速應變分隊和特別用途機動單位都被改編到新成立的俄羅斯國家近衛軍。據索洛托夫將軍指出，OMON和SOBR的成員已於2018年由警員升格為軍人。
2019年5月，美國政府按照《全球馬格尼茨基人權問責法》制裁了車臣共和國的特別迅速應變分隊“托列克”（現已改名為“艾哈邁德”），指控該部隊為拉姆贊·卡德羅夫政府從事侵犯人權的活動及迫害弱勢社群。
2022年俄羅斯入侵烏克蘭期間，SOBR也有參戰，有部份隊員陣亡。

## 任務
特別迅速應變分隊主要聚焦於城市地區的公共安全行動，並積極地打擊市內的組織犯罪團伙，或會在交戰規則較嚴格的情況下出動。他們也會配合警方的行動需要而設下防線，還會在需要大量兵力的大規模反恐作戰中跟第604特別用途中心和聯邦安全局的特種部隊進行聯合作戰。

## 部署
目前俄羅斯國家近衛軍下设8个管区，每个管区下辖一部分地区國家近衛軍分局。大部分OMON和SOBR支队由地区國家近衛軍分局管辖，不同地区分局的战术单位可以跨区支援。

### 中央直屬單位
- 國家近衛軍航空快速反应中心-山猫

| - 莫斯科市分局-首都 - 莫斯科州分局-布拉特钢 - 特维尔州分局-豹子 - 图拉州分局-暴风雪 - 斯摩棱斯克州分局-西格玛 - 卡卢加州分局-斯普特尼克 - 布良斯克州分局-游击队 - 奥廖尔州分局-奥廖尔 - 库尔斯克州分局-克梅特 - 别尔哥罗德州分局-别洛戈尔 - 沃罗涅日州分局-顿河 - 利佩茨克州分局-凤凰 - 坦波夫州分局-攻城槌 - 梁赞州分局-维亚蒂奇 - 弗拉基米尔州分局-松吉尔 - 伊万诺沃州分局-黄昏 - 雅罗斯拉夫尔州分局-绿箭侠 - 科斯特罗马州分局-伏尔加 | - 列宁格勒州 / 圣彼得堡市分局-花岗岩 - 科米共和国分局-曙光 - 摩尔曼斯克州分局-金刚狼 - 加里宁格勒州分局-维京人 - 普斯科夫州分局-猎豹 - 诺夫哥罗德州分局-红宝石 - 卡累利阿共和国分局-熊（Karhu） - 阿尔汉格尔斯克州分局-天使 - 沃洛格达州分局-德鲁日纳 - 涅涅茨自治区分局-诺德 | - 下诺夫哥罗德州分局-幻影 - 莫尔多瓦共和国分局-红星 - 奔萨州分局-玛瑙 - 萨拉托夫州分局-猎狼犬 - 乌里扬诺夫斯克州分局-火焰 - 楚瓦什共和国分局-火花 - 萨马拉州分局-欧米茄 - 馬里埃尔共和国分局-狂战士 - 鞑靼斯坦共和国分局-计时器 - 奥伦堡州分局-罗斯 - 基洛夫州分局-盾牌 - 乌德穆尔特共和国分局-黑貂 - 巴什科尔托斯坦共和国分局-飞马 - 彼尔姆边疆区分局-射手座 | - 达吉斯坦共和国分局-里海-鹰 - 印古什共和国分局-埃尔兹 - 车臣共和国分局-阿赫玛特 - 北奧塞梯-阿蘭共和国分局-纳尔特 - 卡巴尔达-巴尔卡尔共和国分局-厄尔布鲁士 - 卡拉恰伊-切爾克斯共和國分局-刀锋 - 斯塔夫罗波尔边疆区分局-金丝桃 |

| - 克里米亚半岛一塞瓦斯托波尔分局-哈尔赞 - 罗斯托夫州分局-维加 - 伏尔加格勒州分局-斯大林格勒 - 阿斯特拉罕州分局-里海 - 克拉斯诺达尔边疆区分局-金雕-南 - 卡尔梅克共和國分局-矛隼 - 阿迪格共和国分局-奥什滕山 | - 斯维尔德洛夫斯克州分局-曼西人 - 車里雅賓斯克州分局-雷霆 - 库尔干州分局-猫鼬 - 秋明州分局-猫头鹰 - 汉特-曼西自治区分局-北方 | - 新西伯利亚州分局-西伯利亚 - 阿尔泰边疆区分局-岩石 - 克麦罗沃州分局-象征 - 鄂木斯克州分局-瀑布 - 阿尔泰共和国分局-ak-雪豹 - 哈卡斯共和国分局-游隼 - 克拉斯诺亚尔斯克边疆区分局-天顶 - 图瓦共和国分局-鹰 - 伊尔库茨克州分局-贝加尔 - 托木斯克州分局-KORD | - 哈巴羅夫斯克邊疆區分局-埃罗菲 - 滨海边疆区分局-豹 - 萨哈林州分局-雷杜特 - 犹太自治州分局-黄喉貂 - 阿穆尔州分局-牵牛星 - 萨哈共和国分局-金刚石 - 马加丹州分局-灯塔 - 外贝加尔边疆区分局-水晶 - 布里亚特共和国分局-豹 - 堪察加邊疆區分局-火神 |

## 常見裝備

### 個人武器

#### 手槍
| 武器名稱   | 原產地 | 備註 |
| ---------- | ------ | ---- |
| PM         | 苏联   | -    |
| PB         | 苏联   | -    |
| MP-443烏鴉 | 俄羅斯 | -    |
| 格洛克17   | 奥地利 | -    |
| 格洛克19   | 奥地利 | -    |
| APS        | 苏联   | -    |
| APB        | 苏联   | -    |

#### 衝鋒槍
| 武器名稱 | 原產地 | 備註 |
| -------- | ------ | ---- |
| 勇士-SN  | 俄羅斯 | -    |
| SR-2希瑟 | 俄羅斯 | -    |

#### 突擊步槍
| 武器名稱      | 原產地        | 備註               |
| ------------- | ------------- | ------------------ |
| 9A-91         | 俄羅斯        | -                  |
| AS Val        | 苏联          | -                  |
| AKM、AKMS     | 苏联          | -                  |
| AK-74、AK-74M | 苏联 · 俄羅斯 | -                  |
| AKS-74U       | 苏联          | -                  |
| AK-103        | 俄羅斯        | -                  |
| AK-104        | 俄羅斯        | -                  |
| AK-105        | 俄羅斯        | -                  |
| AR-15樣式步槍 | 美国          | 少數地區的SOBR裝備 |

#### 狙擊步槍
| 武器名稱   | 原產地 | 備註 |
| ---------- | ------ | ---- |
| VSK-94     | 俄羅斯 | -    |
| SVD        | 苏联   | -    |
| 薩柯TRG-22 | 芬兰   | -    |

#### 輕機槍／通用機槍
| 武器名稱    | 原產地 | 備註 |
| ----------- | ------ | ---- |
| PKM         | 苏联   | -    |
| PKP佩切涅格 | 俄羅斯 | -    |

#### 霰彈槍
| 武器名稱  | 原產地 | 備註 |
| --------- | ------ | ---- |
| KS-23     | 苏联   | -    |
| Saiga-12K | 俄羅斯 | -    |

#### 榴彈發射器
| 武器名稱 | 原產地 | 備註 |
| -------- | ------ | ---- |
| GM-94    | 俄羅斯 | -    |

### 個人裝備
- 作戰服
  - 各地區不同，常見作戰服樣式有全黑、SRVV Surpat、Multicam及A-TACS AU（車臣共和國艾哈邁德部隊標準配置）等
- 戰術頭盔
  -  K6-3
  -  ZSh 1-2M
  -  Ops-Core FAST Ballistic
  -  5.45 Design Spartan系列
  -  LShZ-1+
  -  Classkom TOR
- 攜板背心
- 抗噪耳機
  -  3M Peltor Comtac XPI
- 無線電
- 手槍用卡賓槍轉換套件（僅適用於部份地區的部隊）
  -  CAA Roni
- 火箭推進榴彈
- 防彈盾
  -  FORT Vant-VM
- 手榴彈